# Cao Ly Đới Tông
Cao Ly Đới Tông (Hangul: 고려 대종, Hanja: 高麗 戴宗; ? - tháng 11 năm 969), có tên húy là Vương Húc (王旭, 왕욱, Wang Wook) là vương tử thứ 8 của Cao Ly Thái Tổ Vương Kiến và là cha của Cao Ly Thành Tông, ngoại tổ phụ của Cao Ly Mục Tông và Cao Ly Hiển Tông. Ông qua đời năm Quang Tông thứ 20. Con cháu kế vị sau này đã truy tôn miếu hiệu cho ông là Đới Tông, thụy hiệu Duệ Thánh Hòa Giản Cung Thận Hiển Hiến Tuyên Khánh Đại Vương (睿聖和簡恭慎顯獻宣慶大王, 예성화간공신현헌선경대왕). Ông được táng tại Thái lăng.

## Gia đình
- Cha: Cao Ly Thái Tổ (877 - 943).
- Mẹ: Thần Tĩnh Vương thái hậu họ Hoàng Phủ (신정왕태후 황보씨; 900 – 983). Thành Tông truy tôn Vương thái hậu. Bà còn sinh Đại Mục Vương hậu (대목왕후), lấy Cao Ly Quang Tông, mẹ đẻ của Cao Ly Cảnh Tông.
- Vợ: Tuyên Nghĩa Vương hậu họ Liễu (선의왕후 류씨), con của Trinh Đức Vương thái hậu Liễu thị (정덕왕태후 류씨), tức chị em cùng cha với ông.
- Con: 
  - Hiếu Đức Thái tử (효덕태자; 孝德太子), không rõ truyện.
  - Cao Ly Thành Tông (960 - 997), vua thứ sáu của vương triều Cao Ly.
  - Kính Chương Thái tử (경장태자; 敬章太子), có một người con gái lấy Cao Ly Hiển Tông, tức Nguyên Dung Vương hậu (원용왕후).
  - Hiến Ai Vương hậu (헌애왕후; 獻哀王后) họ Hoàng Phủ (964 - 1029), thứ thất của Cao Ly Cảnh Tông, sinh Cao Ly Mục Tông.
  - Hiến Trinh Vương hậu (헌정왕후; 獻貞王后) họ Hoàng Phủ (966 - 992), thứ thất của Cao Ly Cảnh Tông, tư thông với chú ruột (tức Cao Ly An Tông) sinh ra Cao Ly Hiển Tông.